# Aydın Büyükşehir Belediye Spor Kulübü
L'Aydın Büyükşehir Belediye Spor Kulübü è un club pallavolistico turco, con sede ad Aydın: milita nel campionato turco di Sultanlar Ligi.

## Storia
L'Aydın Belediyegücü Spor Kulübü viene fondato nel 2010, cambiando denominazione in Aydın Büyükşehir Belediye Spor Kulübü nel 2014. Partecipa inizialmente ai tornei di livello regionale del campionato turco. Dopo una breve partentesi in Voleybol 3. Ligi, torna a giocare a livello regionale fino al 2017, quando è nuovamente promosso nella terza divisione nazionale, militandovi per una sola annata, dopo la quale acquista il titolo del Bursa BB ed esordisce in Sultanlar Ligi nella stagione 2018-19.
Nel 2021 si aggiudica la BVA Cup.

## Rosa 2024-2025
| N° | Nome                | Ruolo | Data di nascita   | Nazionalità sportiva |
| -- | ------------------- | ----- | ----------------- | -------------------- |
| 1  | Gizem Düzeltir      | L     | 15 aprile 1996    | Turchia              |
| 2  | Merve Öztürk        | S     | 1º gennaio 2000   | Turchia              |
| 4  | İrem Özsoy          | L     | 13 giugno 2003    | Turchia              |
| 5  | Aleksandra Rasińska | O     | 6 novembre 1998   | Polonia              |
| 6  | Berka Özden         | C     | 16 aprile 2004    | Turchia              |
| 7  | Fatma Yıldırım      | S     | 14 dicembre 1990  | Turchia              |
| 9  | Nina Stojiljković   | P     | 1º settembre 1996 | Francia              |
| 11 | Cansu Aydınoğulları | P     | 18 febbraio 1992  | Turchia              |
| 12 | Ángela Leyva        | S     | 22 novembre 1996  | Perù                 |
| 13 | Zeynep Demirel      | C     | 27 novembre 2000  | Turchia              |
| 14 | Hilary Howe         | S     | 16 giugno 1998    | Canada               |
| 19 | Defne Başyolcu      | O     | 9 agosto 2006     | Turchia              |
| 23 | Seher Aksoy         | C     | 13 marzo 2003     | Turchia              |

## Palmarès
- BVA Cup: 1

2021

## Denominazioni precedenti
- 2010-2014: Aydın Belediyegücü Spor Kulübü